# ليز سميث
ليز سميث (25 سبتمبر 1975 بإدمونتون في كندا - ) هي لاعبة كرة قدم كندية في مركز الوسط.

## وصلات خارجية
- ليز سميث على موقع الاتحاد الدولي (مؤرشف)  (الإنجليزية)
- ليز سميث على موقع قاعدة بيانات كرة القدم.إي يو (الإنجليزية)
- ليز سميث على موقع عالم كرة القدم.نت (الإنجليزية)